# Frankfurts tunnelbana
Frankfurts tunnelbana, (tyska: U-Bahn Frankfurt), är en tunnelbana kombinerad med snabbspårväg som tillsammans med S-tågen och spårvägen formar ryggraden i Frankfurt am Mains kollektivtrafiksystem. 
Den första underjordiska sträckan öppnades 1968 och nätet är på totalt 60 kilometer. Det kännetecknas av en blandning av spårvägs- och tunnelbanesystem och har gatukorsningar på sina håll. Linje 5 har dessutom en sträcka som går på gatuspår. Den kallas dock officiellt U-Bahn och är i centrala staden tunnelbanemässig med rena tunnelsträckor. All elmatning går via kontaktledning och den delar även spårvidd, depåer och verkstäder med spårvägen som den är en utväxt från.

## Historia

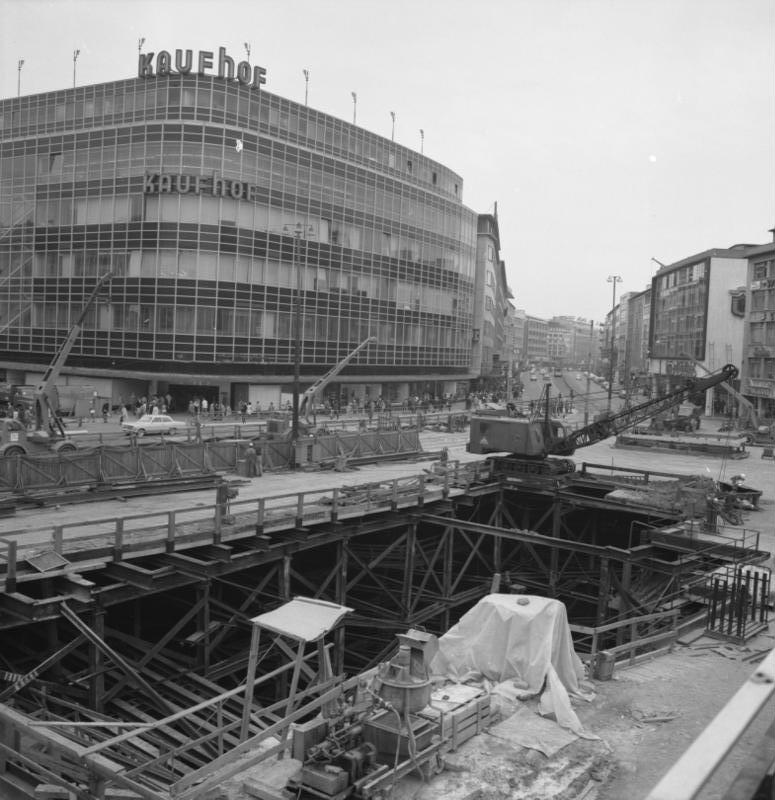
Tunnelsträcka under byggnad 1966. I bakgrunden syns varuhuset Kaufhof.

I början av 1950-talet kom de första planerna på ett tyngre lokalt spårtrafiknät i Frankfurt am Main som skulle avlasta det överbelastade spårvägsnätet. Frankfurts stad studerade olika lösningar: tunnelbana, spårväg och monorail (Alweg).
Det hela kom att bli en valfråga i 1964 års kommunalval. SPD förespråkade en tunnelbana, CDU en spårväg och FDP monorail. SPD:s seger gjorde att man började bygga en spårväg som senare skulle byggas om till tunnelbana.
Enligt de första planerna skulle man bygga tunnlar i innerstaden som skulle ansluta till spårvägsnätet ovan jord. Först i en andra fas skulle man förlänga innerstadstunneln så att den anslöt till planskilda förortsbanor. Ett tredje steg skulle innebära övergången till ren tunnelbana: trafik som går på helt egen bana utan att korsa övrig trafik. Det har blivit en blandning av tunnelbanevagnar och spårvagnar i systemet. Systemfrågan blev under lång tid olöst vilket skapat tekniska problem och kostnader.
1968 startade trafiken på tunnelbanans första sträcka. Efterhand så ändrades planerna då motstånd kom mot byggplanerna som skulle förändra Frankfurt stadsbild. Frankfurt har fortfarande inte en tunnelbana enligt de kriterier som i regel ställs på absolut planskildhet längs trafikspår, men man pratar ofta om systemet som en tunnelbana - U-Bahn. Under åren har man skiljt pendeltågs- och spårvägslinjerna från varandra.

## Linjenät
Nätet består av 7 linjer. Det kompletteras av spårvägen som täcker centrala och halvcentrala delar av staden samt S-tågen som täcker centrala delar och längre ut inklusive flygplatsen och grannstäderna Darmstadt, Mainz och Wiesbaden.
Linjenätet i Frankfurts tunnelbana har en total sträcka på ca 65 kilometer och har totalt 87 stationer (inklusive stationer med flera perronger). Nätet är indelat i tre olika bansystem.

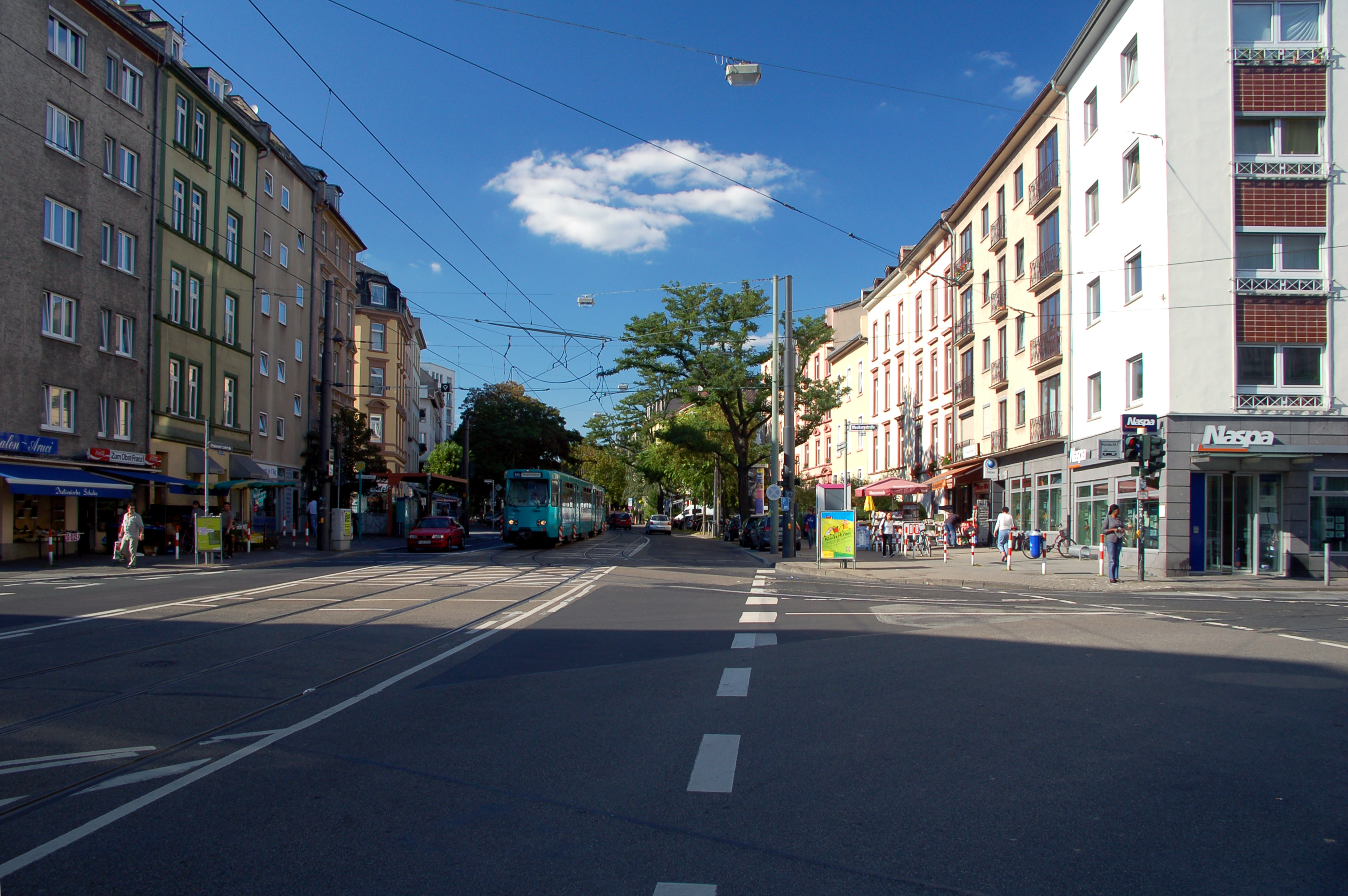
Linje U5 går till större delen som gatuspårväg.

| Bana           | Linje | Sträcka                      |
| -------------- | ----- | ---------------------------- |
| A (samt D)     |       | Südbahnhof - Ginnheim        |
| A              |       | Südbahnhof - Gonzenheim      |
| A              |       | Südbahnhof - Hohemark        |
| B (samt C & D) |       | Bockenheimer Warte - Enkheim |
| B              |       | Hauptbahnhof - Preungesheim  |
| C              |       | Ostbahnhof - Heerstraße      |
| C              |       | Hausen - Enkheim             |
| A (samt D)     |       | Riedberg - Südbahnhof        |
| D (samt A)     |       | Ginnheim - Nieder-Eschbach   |